# Caterina Vitale
Caterina Vitale (1566–1619) byla první lékárnicí a chemičkou na Maltě a první lékárnicí Maltézského řádu.
Caterina Vitalae pocházela z Řecka. V adolescenci se provdala za Ettore Vitaleho, lékárníka Maltézského řádu. Po jeho smrti v roce 1590 zdědila jeho lékárnu a starala se o dodávku léků do nemocnice Il-Furmarija. Byla popisována jako úspěšná podnikatelka a jako patronka Řádu karmelitánů.
Jelikož zastávala v té době nezvyklou pozici pro ženu, byla kontroverzní osobou a stala se předmětem mnoha legend, pomluv a pověstí. Byla podnikavou prostitutkou, litigátorkou a majitelkou otroků.
Zemřela v roce 1619 ve městě Syrakusy a její tělo bylo odvezeno do Valetty a pohřbeno v karmelitánském kostele. Na stejném místě je pohřbena i Caterina Scappi, zakladatelka první nemocnice pro ženy na Maltě.